# Limonium soboliferum
Limonium soboliferum   es una especie botánica de planta con flor en la familia de las Plumbaginaceae.

## Descripción
Sp. halófita, arrosetada, rizomatosa; hojas con ápice romo, haz verrucoso, márgenes curvados hacia abajo; escapo papiloso en su mitad inferior; no ramifica desde poco más de la base. Sus flores hermafroditas no abren ni sobresalen del cáliz, y son estériles. Se reproduce vegetativamente.

## Distribución y hábitat
Es endémica de España  (800 m s. n. m., laguna del Hito (Cuenca), y está amenazada gravosamente por destrucción de hábitat.  Era abundante en los albardinales salinos y formaciones salinas, sus subpoblaciones han experimentado un amplio retroceso debido a la puesta en cultivo de muchos de los suelos que ocupan. Y las reforestaciones han restado terreno a estas comunidades

## Taxonomía
Limonium soboliferum fue descrita por  Erben y publicado en Mitteilungen der Botanischen Staatssammlung München 28: 313–417. 1989.
Etimología
Limonium: nombre genérico que procede del griego leimon, que significa "pradera húmeda", aludiendo al hábitat de muchas de las especies del género.
soboliferum: epíteto latino que significa "con vástagos de soporte".